# Koto Tengah (Pesisir Bukit)
Koto Tengah is een bestuurslaag in het regentschap Sungai Penuh van de provincie Jambi, Indonesië. Koto Tengah telt 937 inwoners (volkstelling 2010).